# 한스아담 1세

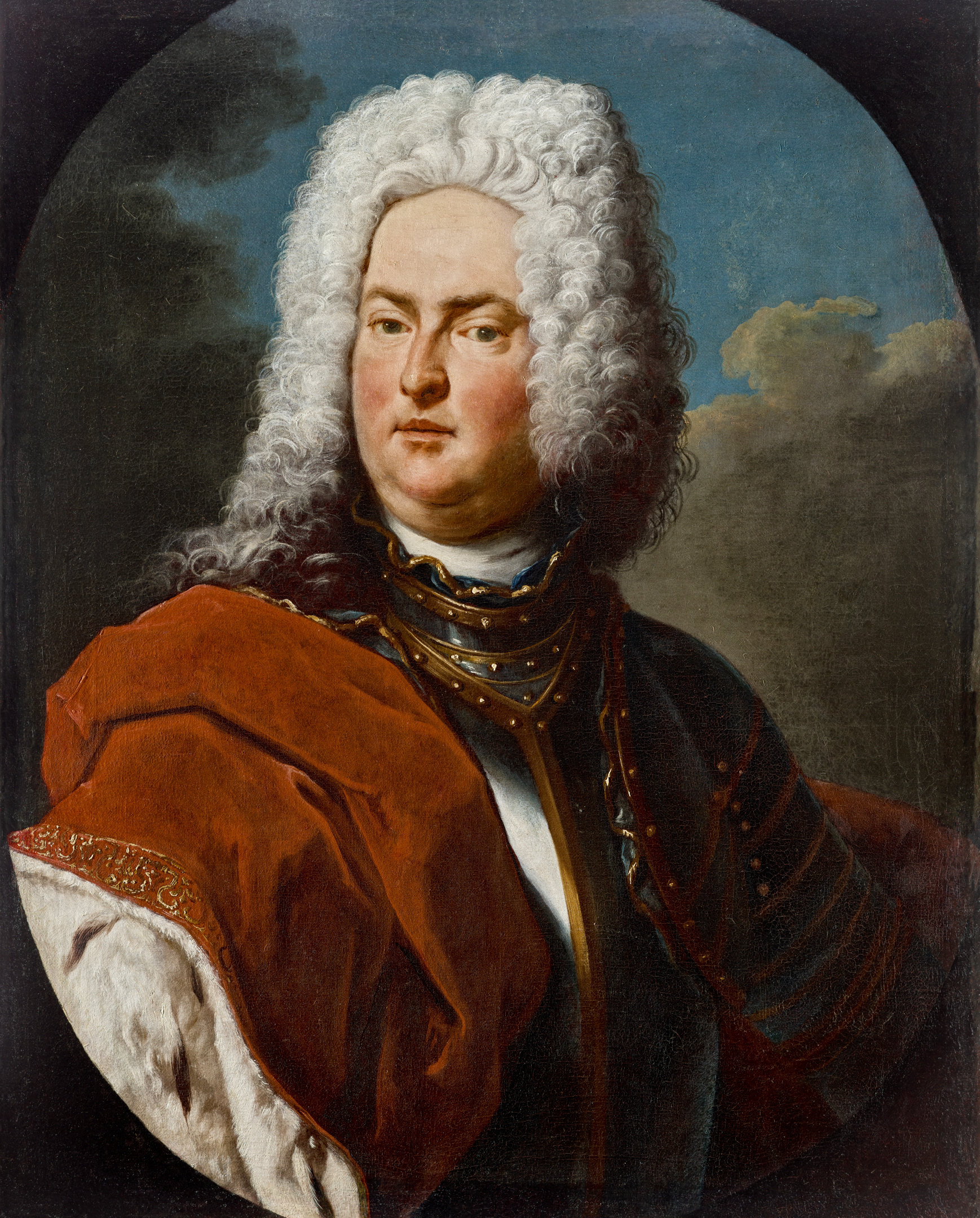
한스아담 1세

한스아담 1세(Hans-Adam I, 1662년 8월 16일 ~ 1712년 6월 16일)는 1684년부터 1712년까지 리히텐슈타인을 지배한 리히텐슈타인의 군주이다.
1662년 보헤미아에서 태어났다. 그의 치세 동안 1699년에는 셸렌베르크를, 1712년에는 파두츠를 얻게 되는데 이 두 영지는 현재의 리히텐슈타인 후국을 이루는 주요한 영지들이다. 또한 1704년 프랑스 왕국과 합스부르크 군주국 사이에서 발발한 스페인 왕위 계승 전쟁의 일부인 셸렌베르크 전투로 난장판을 겪기도 했지만 전반적으로 평화를 유지하려고 노력한 군주로 평가된다.